# Кетрін Ган
Ке́трін Ган (англ. Kathryn Hahn; нар. 23 липня 1974, Вестчестер, Іллінойс, США) — американська акторка та комікеса, яка розпочала свою кар'єру на телебаченні, знявшись у ролі радниці з горя Лілі Лебовскі в кримінальному драматичному серіалі NBC «Розслідування Джордан» (2001—2007) і набула світової популярності за роль відьми Аґати Гаркнесс у Кіновсесвіті Marvel. Ган з'явилася як акторка другого плану в ряді комедійних фільмів, включаючи «Як позбутися хлопця за 10 днів» (2003), «Телеведучий: Легенда про Рона Борґанді» (2004), «Зведені брати» (2008), «Продавець» (2009), «Мій придуркуватий брат» (2011), «Ми — Міллери» і «Таємне життя Волтера Мітті» (обидва, 2013).
Як головна акторка у кіно, Ган знялася в комедійній драмі «Полуденна нега» 2013 року режисерки Джилл Соловей, комедійному фільмі «Дуже погані матусі» (2016) і його сиквелі «Різдво поганих матусь» (2017) та драмі «Приватне життя» 2018 року Тамари Дженкінс. За останнє вона отримала визнання критики і номінацію на премію Ґотем за найкращу жіночу роль. Вона знялася в ряді драматичних фільмів, зокрема «Життя спочатку» (2008), «Тут я тебе і залишу» (2014), «Земля майбутнього: Світ за межами» (2015), «Візит» (2015) та «Капітан Фантастик» (2016), за яку отримала першу номінацію на премію Гільдії кіноакторів. Вона озвучила Олівію Октавіус у популярному анімаційному супергеройському фільмі «Людина-павук: Навколо всесвіту» (2018).
На телебаченні Ган була представлена в постійній гостьовій ролі в ситкомі NBC «Парки та зони відпочинку» (2012–2015), за який отримала номінацію «Вибір критиків» як найкраща запрошена виконавиця в комедійному серіалі, вона знялася в комедії Amazon Prime Video — драматичний серіал «Очевидне» (2014–2019), за який була номінована на премію «Еммі» за найкращу жіночу роль другого плану в комедійному серіалі. Ган також знялася в комедійному серіалі Amazon Prime Video «Я люблю Діка» (2016–2017), комедійному мінісеріалі HBO «Місіс Флетчер» (2019) та драматичному мінісеріалі HBO «Я знаю це багато правди» (2020). З 2020 року Ган озвучувала Пейдж Гантер в анімаційному музично-комедійному серіалі «Центральний парк» Apple TV+ і знялася в ролі Аґати Гаркнесс у телевізійному серіалі Disney+ «ВандаВіжен» (2021), за який отримала схвалення критики і номінацію на «Еммі» за найкращу жіночу роль другого плану. Кетрін Ган повторила роль Аґати Гаркнесс у сольному серіалі про персонажку — «Це все Аґата».

## Життєпис
Народилась 23 липня 1973 у місті Вестчестер, штат Іллінойс, у сім'ї Білла та Каррен Ган. Вона має німецьке, ірландське та англійське походження. Згодом сім'я переїхала у місто Клівленд-Гайтс у штаті Огайо, і була вихована католичкою, відвідувала католицьку школу Св. Анни в Клівленд-Гайтс і школу Бомонт. Закінчила Північно-Західний університет, де отримала ступінь бакалавра театру. Пізніше вона отримала ступінь магістра драматургії в Єльському університеті.

## Кар'єра

### 1999–2012: Ранні роботи
Першою появою Ган в будь-якій телевізійній програмі була Hickory Hideout, місцева лялькова вистава для дітей для станції WKYC, яка тоді належала й керувалась NBC у Клівленді. Під час відвідування фестивалю її познайомили з творцем/продюсером Тімом Крінґом. Ган так вразила Крінґа, що він спеціально для неї створив персонажа Лілі Лебовскі в «Перетинанні Йорданії». Серіал виходив у ефір з 2001 по 2007 рік. Ган сказав про зустріч із Крінгом: «NBC і Тім Крінґ дуже повірили в те, щоб вибрати мене. Потрапити в шоу, яке було у виробництві та за розкладом, — це дивовижна удача ». 21 жовтня 2008 року TV Guide повідомив, що Ган підписав угоду про приєднання талантів з Fox.
У 2003 році Ган з'явилась у ролі другого плану разом з Кейт Гадсон і Меттью МакКонахі в романтичній комедії «Як позбутися хлопця за 10 днів». Наступного року вона з'явилася у фільмах «Виграй побачення з Тедом Гамільтоном!», «Ведучий: Легенда про Рона Бурґунді», «На вигині» та «Прокинься, Рон Бургунді: Загублений фільм». Пізніше у неї було більше другорядних ролей у фільмах, у тому числі в романтичній комедії-драмі 2005 року «Багато як коГання» з Ештоном Катчером та Амандою Піт у головних ролях; Свято (2006) з Кемерон Діаз; науково-фантастична пригодницька драма «Останній Мімзі» (2007) разом з Рейном Вілсоном; Зведені брати (2008); «Дорога революції» (2008) з Леонардо Ді Капріо та Кейт Вінслет у головних ролях; і «Продавець» (2009), «Звідки ти знаєш?» (2010), «Мій придуркуватий брат» (2011) і «Оголена спокуса» (2012).
На телебаченні Ган знявся разом із Генком Азарією в короткочасному комедійному серіалі NBC «Вільні агенти», рімейку однойменного британського серіалу 2011 року. У неї були повторювані ролі в шоу HBO Hung and Girls. З 2012 по 2015 рік вона отримала похвалу за свою повторювану роль у комедійному серіалі NBC «Парки та зони відпочинку» у ролі Дженніфер Барклі, керівника кампанії опонента Леслі Ноуп (Емі Полер) Боббі Ньюпорта (Пол Радд). (Раніше вона знімалася з Раддом у фільмах «Звідки ти знаєш?» (2010), «Мій придуркуватий брат» (2011) та «Оголена спокуса» (2012).)
У 2012 році вона була номінована на премію Вибір телевізійних критиків як найкраща запрошена виконавиця в комедійному серіалі за свою роль у фільмі «Парки та зони відпочинку».

### 2013–2017: Кіно- і телевізійний прорив
У 2013 році Ган зіграла свою першу головну роль у комедійно-драматичному фільмі «Пообідні насолоди», сценаристкою і режисеркою якого була Джилл Соловей. Прем'єра фільму відбулася на кінофестивалі Санденс у 2013 році. За свою роль вона була номінована на премію Gotham Independent Film Award як акторка-прориву. Пізніше того ж року Ган з'явилась разом із Дженніфер Еністон (її партнеркою по фільму «Жажа до подорожей») у касовому гіті «Ми — Міллери» та знялась разом із Беном Стіллером і Крістен Віґ у «Таємному житті Волтера Мітті». У 2014 році вона знялася в комедійному фільмі «Погані слова» разом з Джейсоном Бейтманом, ансамблевій комедійній драмі «Ось де я тебе лишаю» та у фільмі Пітера Богдановича «Вона так смішна» разом з Овеном Вілсоном.
У 2014 році Ган отримала роль рабі Ракель Фейн у відомій критиками темній комедійній драмі «Прозорий» від Amazon Studios, автор якої Джоуї Соловей зняв її у фільмі «Насолода після обіду». Вона була номінована на премію «Еммі» за найкращу жіночу роль другого плану в комедійному серіалі (2017), а також була номінована на премію Гільдії кіноакторів разом із акторським складом. У 2015 році вона знялася разом зі Стівом Куґаном в комедії-драмі Showtime Happyish, але шоу було скасовано після одного сезону. Того року Ган знялась разом із Джорджем Клуні та Г'ю Лорі у науково-фантастичному пригодницькому фільмі «Земля завтрашнього дня» та знявся у касовому хіті жахів «Візит».
У 2016 році Ган з'явилась разом з Віґґо Мортенсеном у драмі «Капітан Фантастик», а також знялась разом з Мілою Куніс, Крістіною Епплгейт, Крістен Белл і Джадою Пінкетт Сміт у комедійному фільмі «Дуже погані матусі». Кейт Ербланд з IndieWire поставила фільму оцінку B–, зазначивши, що він «може похвалитися кількома хорошими жартами, але відвертість Ган – це велика гра». Фільм заробив понад 183,9 мільйона доларів при бюджеті 20 мільйонів доларів. Далі вона з'явилася в комедійному серіалі «Я люблю Діка», заснованому на однойменному романі Кріса Крауса та режисерки Джилл Соловей. Прем'єра відбулася 19 серпня 2016 року.
Після фінансового успіху Bad Moms, STX Entertainment висвітлили продовження під назвою «Різдво поганих матусь». Сиквел заробив понад 130 мільйонів доларів при бюджеті 28 мільйонів доларів.

### З 2018: Зосередження на телебаченні

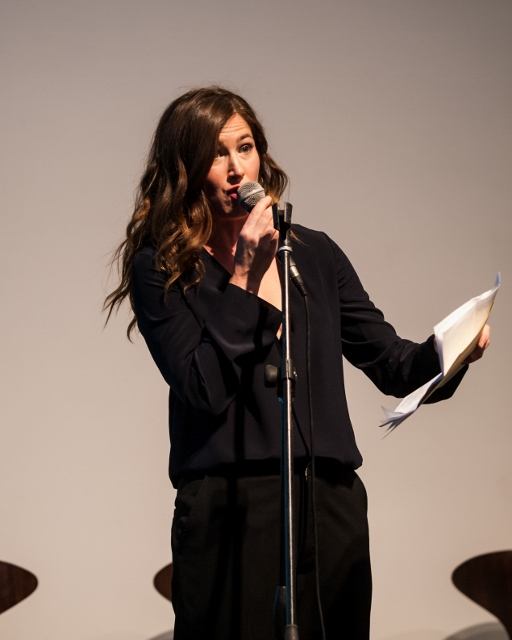
Кетрін Ган у 2016 році

2018 року Ган знялася у драматичному фільмі «Приватне життя» режисерки Тамари Дженкінс. Вона здобула визнання критики за свій виступ. Вона також почала з'являтися у телевізійних рекламних роликах Chrysler. У тому ж році Ган озвучив два мультфільми від Sony Pictures Animation. Спочатку Ган озвучив Еріку Ван Гельсінґ у комедії "Готель Трансільванія 3: Літні канікули". По-друге, Ган малп голосову роль у фільмі «Людина-павук: через вірші павука» в жіночій версії Доктора Восьминога на ім'я Олівія Октавіус.
У 2019 році Ган знялася в комедійному мінісеріалі HBO «Місіс Флетчер» та спродюсувала його. Гра Гана у ролі головної героїні Єви Флетчер отримала високу оцінку критики.
У 2020 році Ган знялась у драматичному міні-серіалі HBO "Я знаю, що це правда", заснованому на однойменному романі Воллі Лемба з Марком Руффало. У тому ж році Ган почала озвучувати Пейдж Гантер у мультсеріалі музичної комедії Apple TV + «Центральний парк». Apple Inc. дала Центральному парку замовлення на два сезони, кожен сезон має складатися із 13 епізодів. У 2021 році Ган приєдналася до Кіновсесвіту Marvel, зігравши головну роль у серіалі Disney+ «ВандаВіжен» Аґнес, таємничої «цікавої сусідки», пізніше з'ясувалося, що це Аґата Гаркнесс. Вона буде наступною зіркою у міні-серіалі Apple TV + Психіатр по сусідству.

## Особисте життя
У 2002 році одружилася з актором Етаном Сендлером. Подружжя проживає в Лос-Анджелесі і має двох дітей.

## Фільмографія
| Рік  | Назва (укр.)                               | Назва (англ.)                         | Роль                   | Примітки        |
| ---- | ------------------------------------------ | ------------------------------------- | ---------------------- | --------------- |
| 1999 | Напад                                      | Flushed                               | жінка                  |                 |
| 2003 | Як позбутися хлопця за 10 днів             | How to Lose a Guy in 10 Days          | Мішель Рубен           |                 |
| 2004 | Побачення із зіркою                        | Win a Date with Tad Hamilton!         | Анжеліка               |                 |
| 2004 | Телеведучий: Легенда про Рона Борганді     | Anchorman: The Legend of Ron Burgundy | Гелен                  |                 |
| 2004 | Прокинься, Рон Бурґундія: Загублений фільм | Wake Up, Ron Burgundy: The Lost Movie | Гелен                  | Direct-to-video |
| 2004 | Звихнуті                                   | Around the Bend                       | Сара                   |                 |
| 2005 | Більше ніж кохання                         | A Lot Like Love                       | Мішель                 |                 |
| 2006 | Відпочинок за обміном                      | The Holiday                           | Брістоль               |                 |
| 2007 | Остання Мімзі всесвіту                     | The Last Mimzy                        | Наомі Шварц            |                 |
| 2008 | Зведені брати                              | Step Brothers                         | Еліс Гафф              |                 |
| 2008 | Життя спочатку                             | Revolutionary Road                    | Міллі Кемпбелл         |                 |
| 2009 | Продавець                                  | The Goods: Live Hard, Sell Hard       | Бабз Меррік            |                 |
| 2010 | Звідки ти знаєш?                           | How Do You Know                       | Енні                   |                 |
| 2011 | Мій придуркуватий брат                     | Our Idiot Brother                     | Джанет                 |                 |
| 2012 | Жага мандрів                               | Wanderlust                            | Карен                  |                 |
| 2012 | Диктатор                                   | The Dictator                          | Вагітна жінка          | Камео           |
| 2013 | Ми — Міллери                               | We're the Millers                     | Іді Фіцджеральд        |                 |
| 2013 | Полуденні задоволення                      | Afternoon Delight                     | Рейчел                 |                 |
| 2013 | Погані слова                               | Bad Words                             | Дженні Віджеон         |                 |
| 2013 | Таємне життя Волтера Мітті                 | The Secret Life of Walter Mitty       | Одеса Мітті            |                 |
| 2014 | Далі живіть самі                           | This Is Where I Leave You             | Еліс Фоксман           |                 |
| 2014 | Темно навколо зірок                        | Dark Around the Stars                 | Джудіт                 |                 |
| 2015 | Земля майбутнього: Світ за межами          | Tomorrowland                          | Урсула                 |                 |
| 2015 | Сім'я Фенґ                                 | The Family Fang                       | Каміл Фанґ             |                 |
| 2015 | Лен та компанія                            | Len and Company                       | Ізабелла               |                 |
| 2015 | Вона така кумедна                          | She's Funny That Way                  | Дельта Сімон           |                 |
| 2015 | Поїзд Д                                    | D-Train                               | Стейсі                 |                 |
| 2015 | Візит                                      | The Visit                             | Пола                   |                 |
| 2016 | Капітан Фантастік                          | Captain Fantastic                     | Ґарпер                 |                 |
| 2016 | Дуже погані матусі                         | Bad Moms                              | Карла                  |                 |
| 2016 | Перезахоронення                            | The Do-Over                           | Бекка                  |                 |
| 2017 | Дуже погані матусі 2                       | A Bad Moms Christmas                  | Карла                  |                 |
| 2017 | Квітка                                     | Flower                                | Лаурі                  |                 |
| 2018 | Приватне життя                             | Private Life                          | Рейчел                 |                 |
| 2018 | Монстри на канікулах 3                     | Hotel Transylvania 3: Summer Vacation | Еріка Ван Гельсінґ     | озвучення       |
| 2018 | Людина-павук: Навколо всесвіту             | Spider-Man: Into the Spider-Verse     | Доктор Восьминіг       | озвучення       |
| 2018 | Енджі Трибека                              | Angie Tribeca                         | Сьюзен                 |                 |
| 2018 | Романови                                   | The Romanoffs                         | Анка                   |                 |
| 2019 | Місіс Флетчер                              | Mrs. Fletcher                         | Єва Флетчер            |                 |
| 2020 | Я знаю, що це правда                       | I Know This Much Is True              | Десса Костянтин        |                 |
| 2021 | ВандаВіжен                                 | WandaVision                           | Аґата Гаркнесс / Аґнес |                 |
| 2021 | Терапія без кордонів                       | The Shrink Next Door                  | Філіс Марковіц         |                 |
| 2022 | Монстри на канікулах 4                     | Hotel Transylvania: Transformania     | Еріка Ван Гельсінґ     | озвучення       |
| 2022 | Ножі наголо 2                              | Knives Out 2                          | Клер Дебелла           |                 |
| 2024 | Це все Аґата                               | Agatha All Along                      | Аґата Гаркнесс         |                 |
| Н/Д  | Медден                                     | Madden                                | Вірджинія Медден       |                 |

## Премії та номінації
| Рік  | Премія                      | Номінація                                                    | Робота                   | Результат |
| ---- | --------------------------- | ------------------------------------------------------------ | ------------------------ | --------- |
| 2012 | Вибір телевізійних критиків | Найкращий запрошений актор у комедійному серіалі             | Парки та зони відпочинку | Номінація |
| 2013 | Премія «Ґотем»              | «Прорив року»                                                | Полуденні задоволення    | Номінація |
| 2016 | Премія Гільдії кіноакторів  | Найкращий акторський склад у комедійному серіалі             | Очевидне                 | Номінація |
| 2017 | Прайм-тайм премія «Еммі»    | Найкраща жіноча роль другого плану в комедійному телесеріалі | Очевидне                 | Номінація |
| 2017 | Премія Гільдії кіноакторів  | Найкращий акторський склад в ігровому кіно                   | Капітан Фантастік        | Номінація |
| 2018 | Супутник                    | Найкраща жіночу роль у комедійному чи мюзичному телесеріалі  | Я кохаю Діка             | Номінація |
| 2018 | Премія «Ґотем»              | Найкраща акторка                                             | Приватне життя           | Номінація |